# Akheilos
Akheilos is een geslacht van kraakbeenvissen uit de familie van de kathaaien (Scyliorhinidae).

## Soorten
- Akheilos suwartanai White, Fahmi & Weigmann, 2019